# Flaga Devonu

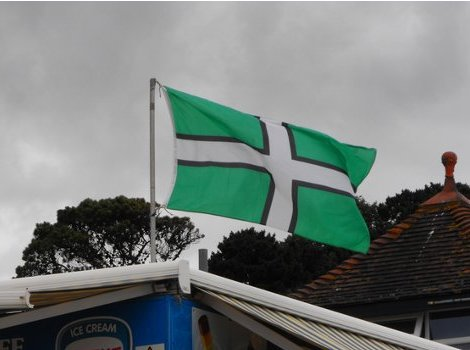
Flaga hrabstwa Devon w użyciu

Flaga Devonu – flaga stosowana w angielskim hrabstwie Devon, która została utworzona i uznana w wyniku dwóch ankiet internetowych. Dedykowana jest św. Petrocowi, lokalnemu świętemu czczonemu w Kornwalii, Devonie i południowo-zachodniej Anglii.

## Historia
Flaga utworzona została w 2003 r. i jest efektem dwóch ankiet przeprowadzonych w Internecie przez lokalny ośrodek BBC. Zwycięski projekt uzyskał 49 procent głosów, a jego autorem był student Ryan Sealey. Choć w użyciu była od 2004 r., oficjalnie uznana została w październiku 2006 r.

## Symbolika i interpretacja
Flagę Devonu stanowi biały krzyż świętego Jerzego w czarnej obwódce na zielonym tle (Pantone 348). Zieleń symbolizuje wyżyny hrabstwa, czerń – wrzosowiska Dartmoor i Exmoor, biel – dwa niezależne wybrzeża hrabstwa (atlantyckie i kanału La Manche), jak również kluczowy dla hrabstwa przemysł ceramiczny.